# Mykola Kozlovskyj
Mykola Fedorovyč Kozlovskyj (8. května 1921, Sumy – 15. srpna 1996, Kyjev) byl ukrajinský fotograf a lektor. Zasloužilý umělec Ukrajiny.

## Životopis
Mykola Kozlovskyj přijal svůj první fotoaparát poměrně neobvyklým způsobem. Jako teenager žil v dětské komuně Makarenko (utekl z domova při hladomoru v roce 1932), kde se připojil k leteckému modelářskému klubu a vyhrál světovou soutěž. Hlavní cena byl automobil a fotografická kamera. Vůz byl vyvlastněn ve prospěch státu, ale fotoaparát mu zůstal.
První jeho vážná práce fotografa - „Kyjev Norimberk“, soud s nacistickými vězni, který se konal přímo na Majdanu v lednu 1946.
Od roku 1948 pracoval jako speciální fotožurnalista pro časopis Ogoňok na Ukrajině.
Na počátku 60. let absolvoval Kozlovskyj velkou cestu, která vyústila ve fotoknihu „Přes 15 moří a 2 oceány“ (1962). Kozlovskyj začínal v Bulharsku, cestoval přes Československo a Francii na jih do Středomoří, poté do Afriky, odtud do Indie a východní Asie a nakonec do Japonska. V Japonsku starosta Kyota slavnostně předal Kozlovskému klíč od města.
Vítěz Ševčenkovy ceny za fotoalbum „Můj Kyjev“ v roce 1986.

## Dílo
Mezi jeho tvůrčí práce patří více než 30 fotoalb, včetně:
- 1956 – Пейзажі Закарпаття (Krajiny Zakarpatska)
- 1960 – Знову цвітуть каштани (Kaštany znovu kvetou) Dmytro Baltermanc, Mykola Kozlovskyj, Oles Hončar (předmluva). Státní nakladatelství výtvarných umění a hudební literatury SSSR (Mystectvo). Náklad 30000 ks. Tisk: Moskevská tiskárna № 2 Mosgorsovnarhoza.
- 1962 – Через 15 морей и 2 океана (Přes 15 moří a 2 oceány) Mykola Kozlovskyj. Mystectvo . Náklad: 20 000. Předmluva: Lubomír Dmiterko.
- 1967 – Карпати кличуть (Karpaty volají.) Mystectvo . Náklad 16 000. Úvodní slovo I. V. Sideja.
- 1969 – Київ та кияни (Kyjev a Kyjevané). Mystectvo . Náklad: 15 000. Předmluva: Vasil Bolšak.
- 1973 – В объективе жизнь (Život v objektivu.) Mystectvo . Náklad 14 000. Předmluva: Anatolij Sofronov.
- 1976 – Києве мій (Můj Kyjev). Mystectvo. Náklad: 40 000 ks. Umělecký design a rozvržení I. A. Semenjuk.
- 1979 – Київ та кияни (Kyjev a Kyjevané). Mystectvo. Náklad: 20 000 ks. Doslov: Pavlo Zagrebelny. Tisk: tiskárna Delo, Lublaň.
- 1982 – Балет. Етюди і образи (Balet. Etudy a obrázky.) Mystectvo. Náklad 25 000 ks. Tisk: Graphishe Werke Zwickau – NDR.
- 1982 – Фотографии (Fotografie) Nikolaj Kozlovskyj. Planeta , Moskva. Náklad 20 000 ks. Autorem úvodního článku je Stanislav Kaliničev. Tisk: Řád říjnové revoluce a Řád rudého praporu práce První modelová tiskárna pojmenovaná po A. A. Zhdanova Soyuzpoligrafprom při Státním výboru SSSR pro vydavatelství, tisk a obchod s knihami.
- 1985 – Києве мій (Můj Kyjev). Mystectvo. Náklad: 25 000 ks. Doslov Mykolyj Jakovlevič Zarudnyj. Vytištěno v Jugoslávii: Jugoslávská republika, Bělehrad. Tiskárna Delo, Lublaň.
- 1986 – По Дніпру: від Херсона до Києва (Na Dněpru: z Chersonu do Kyjeva.) Mystectvo. Počet exemplářů: 20 000. Autorem esejů je Igor Ivanovič Zaseda.
- 1987 – Патоновцы (Patonovcy), 2. vydání, revidované a doplněné. Naukova dumka, Kyjev. Náklad: 6700. Autoři úvodního článku: B. A. Medovar, L. M. Stupak.
- 1987 – Київ (Kyjev). Mystectvo. Náklad 25 000. Básně: Borys Iljič Olijnyk. Doslov: Oles Terentijovyč Gončar. Vytištěno v Jugoslávii: Jugoslávská republika, Bělehrad, tiskárna BIGZ Bělehrad.
- 1993 – Київ (Kyjev), se změnami. Mystectvo. Tisk: Hlavní podnik republikové produkční asociace Poligrafknyga. (Obecně se obsah edice shoduje se stejnojmenným albem v roce 1987, ale došlo k určitým změnám: žádný přebal, místo laminovaného obalu navrženého jako obal předchozího vydání, takže obě alba lze obtížně odlišit; změněná posloupnost jednotlivých fotografií; minimálně jeden obrázek odstraněn – sousoší vedené vůdcem světového proletariátu V. Leninem na současném náměstí Nezávislosti; na řadě fotografií jsou červené vlajky hrubě retušovány pod žlutomodrou barvou, což někdy vytváří komický efekt: na zadní straně str. 84–85, který zobrazuje letoun AN-124 za letu, rudá vlajka je retušována žlutou a modrou barvou, ale registrační číslo zůstalo SSSR-680125. Podle syna fotografa Mykoly Mykolajevyče, Mykola Fedorovyč byl z této publikace zklamaný.)

Mezi jeho díla patří portrétní fotografie A. Bučmy, M. Krušelnyckého, N. Užvij, Je. Ponomarenka, Ju. Šumskoho, M. Romanova, M. Lytvynenka-Volhemuta, I. Patoržynského, H. Jury, Z. Hajdaje, M. Hryšky.
Jeho studentem byl fotograf Jurij Buslenko.